# Jonathan Núñez
Jonathan Guillermo Núñez Espinoza (Talca, Chile, 22 de noviembre de 1982) es un exfutbolista chileno. Jugaba como mediocampista y su último club fue Deportes Copiapó. Actualmente se encuentra radicado en su ciudad de origen trabajando como prevencionista de riesgos en PF.

## Clubes
| Club                  | País  | Año       |
| --------------------- | ----- | --------- |
| Rangers               | Chile | 2004-2006 |
| Palestino             | Chile | 2007      |
| Curicó Unido          | Chile | 2008      |
| Rangers               | Chile | 2009-2010 |
| Magallanes            | Chile | 2011      |
| Santiago Morning      | Chile | 2012      |
| Deportes Puerto Montt | Chile | 2014-2017 |
| Deportes Copiapó      | Chile | 2018      |

## Palmarés

### Campeonatos nacionales
| Título                       | Club                  | País  | Año     |
| ---------------------------- | --------------------- | ----- | ------- |
| Primera B                    | Curicó Unido          | Chile | 2008    |
| Segunda División Profesional | Deportes Puerto Montt | Chile | 2014-15 |